# Teodor Juszkiewicz
Teodor Juszkiewicz (ur. 31 stycznia 1922 w Lidzie, zm. 15 lipca 2019 w Puławach) – polski lekarz weterynarii, profesor zwyczajny doktor habilitowany nauk weterynaryjnych, specjalista toksykologii i farmakologii. 

## Życiorys
Absolwent Wydziału Weterynaryjnego Uniwersytetu Marii Curie-Skłodowskiej w Lublinie w 1950 r., stypendysta Fundacji Rockefellera, profesor w Iowa State University (USA). Organizator i wieloletni kierownik Zakładu Farmakologii i Toksykologii Państwowego Instytutu Weterynaryjnego w Puławach. Autor ponad 160 prac doświadczalnych z zakresu toksykologii leków, żywności i toksykometrii, ekotoksykologii. Członek wielu międzynarodowych towarzystw naukowych, ekspert FAO, WHO i Międzynarodowej Unii Chemii Czystej i Stosowanej (IUPAC) oraz przedstawiciel Polski w Codex Alimentarius. Przewodniczący Sekcji Toksykologii i Ochrony Środowiska Komitetu Nauk Weterynaryjnych PAN, członek Komisji Leków, Komisji Farmakopei Polskiej. Wieloletni członek Zarządu Głównego i członek założyciel Polskiego Towarzystwa Toksykologicznego.
Pochowany na cmentarzu przy ulicy Piaskowej w Puławach.